# Брюханово (Московская область)
Брюханово — деревня в городском округе Шаховская Московской области.

## Население
| 1859 | 1926 | 2002 | 2006 | 2010 |
| ---- | ---- | ---- | ---- | ---- |
| 180  | ↗181 | ↘3   | →3   | →3   |

## География
Деревня расположена в центральной части округа, примерно в 9 км к югу от Шаховской, на левом берегу реки Дидейки (левый приток Рузы), высота центра над уровнем моря — 232 м. Ближайшие населённые пункты — Дубровино и Березенки на севере, Дятлово на западе, Якшино на востоке и Красное Село на юго-западе.
В деревне 4 улицы — Дачная, Новая, Полевая и Центральная
Имеется остановка автобусов районного автопредприятия.

## Исторические сведения
В 1769 году Брюханова — деревня Хованского стана Волоколамского уезда Московской губернии, владение Коллегии экономии (ранее — Левкиева монастыря). В деревне 29 дворов и 74 души.
В середине XIX века деревня Брюханово относилась к 1-му стану Волоколамского уезда и принадлежала Департаменту государственных имуществ. В деревне было 25 дворов, 73 души мужского пола и 84 души женского.
В «Списке населённых мест» 1862 года — казённая деревня 1-го стана Волоколамского уезда Московской губернии по правую сторону Московского тракта, шедшего от границы Зубцовского уезда на город Волоколамск, в 33 верстах от уездного города, при речке Дидейке, с 26 дворами и 180 жителями (88 мужчин, 92 женщины).
По данным на 1890 год входила в состав Бухоловской волости, число душ мужского пола составляло 93 человека.
В 1913 году — 28 дворов. В 1919 году деревня была передана в состав Серединской волости.
По материалам Всесоюзной переписи населения 1926 года — центр Брюхановского сельсовета, проживал 181 человек (75 мужчин, 106 женщин), насчитывалось 42 крестьянских хозяйства.
С 1929 года — населённый пункт в составе Шаховского района Московской области.
1994—1995 гг. — деревня Черленковского сельского округа Шаховского района.
1995—2006 гг. — деревня Бухоловского сельского округа Шаховского района.
2006—2015 гг. — деревня сельского поселения Степаньковское Шаховского района.
2015 г. — н. в. — деревня городского округа Шаховская Московской области.